# 임지호 (배우)
임지호(1993년 12월 21일 ~ )는 대한민국의 모델이자 배우이다.

## 드라마
- 2021년 tvN 목요 미니시리즈 《슬기로운 의사생활 2》
- 2022년 SBS 월화 미니시리즈 《치얼업》 ... 김진일 역
- 2023년 tvN 주말 미니시리즈 《구미호뎐 1938》 ... 사이토 아키라 역
- 2023년 SBS 금토 미니시리즈 《악귀》 … 남석훈 역

## 영화
- 2014년 영화 《황찡과 마부》
- 2015년 영화 《소셜포비아》 ... 고딩 1 역
- 2017년 영화 《신호인》 ... 96020 역
- 2019년 영화 《날씨가 좋아서》
- 2020년 영화 《바바라바》 ... 준몽 역
- 2021년 영화 《노가리》 ... 지호 역 / 투자 / 동시녹음 / 슬레이트 / 스크립터 / 촬영부 / 제작
- 2021년 영화 《사랑인가 바》
- 2021년 영화 《온택트》 ... 박지완 역
- 2021년 영화 《까만 점》
- 2023년 영화 《스프린터》

## 공연
- 2017년 제 11회 DIMF 창작지원작 <아름다운 슬픈 날> - 대구공연

## 앨범
- 2018년 임지호 《대답》

## 곡
- 2018년 대답 《대답》
- 2018년 대답 《대답》(inst.)